# アオバズク
アオバズク (青葉木兎、学名：Ninox japonica) は、鳥綱フクロウ目フクロウ科アオバズク属に分類される鳥類。

## 分布
インドネシア、大韓民国、中華人民共和国、台湾、香港、朝鮮民主主義人民共和国、日本、フィリピン、ブルネイ、マレーシア、ロシア南東部
東南アジアで越冬し、春になると日本や中華人民共和国、朝鮮半島、ウスリーで繁殖する夏鳥で、和名も青葉が茂る5月に飛来することに因む。
生息地南部（インドやスリランカ、中華人民共和国南部、東南アジア）では渡りを行わず周年生息し（留鳥）、日本でも亜種リュウキュウアオバズクは奄美大島以南の南西諸島に周年生息する。

## 形態
全長約29cm。翼開張66-70.5cm。頭部から背面そして尾にかけては黒褐色の羽毛で覆われる。下面の羽毛は白く、褐色の縦縞が入る。顔を縁取るような羽毛（顔盤）は不明瞭。雌雄同色
虹彩は黄色。嘴の色彩は黒い。後肢の色彩は黄色。
オスはメスに比べて相対的に翼長が長く、腹面の縦縞が太くなる傾向がある。
繁殖期の間、雄はゆっくりとしたテンポで「ホッホウ、ホッホウ、ホッホウ…」と鳴く。雌のすぐ近くのときに雄は「ホゥホゥホゥ…」と鳴く。非繁殖期も多少鳴く。巣立ち直後の若鳥は、「ジュリリリリ」という小さな声を出す。

## 分類
以前は本種の学名がNinox scutulataとされていた。2002年にNinox scutulataから、本種を分割し独立種とする説が提唱された。日本鳥類目録改訂第8版（2024年9月）では Ninox japonica の和名がアオバズクであるとされている。
以下の亜種の分類・分布は、IOC World Bird List(v 10.2)に従う。
Ninox japonica japonica (Temminck & Schlegel, 1845)    アオバズク
日本、朝鮮半島南部
Ninox japonica florensis (Wallace, 1864)
中華人民共和国北東部・東部、シベリア南東部、朝鮮半島北部
Ninox japonica totogo Momiyama, 1930    リュウキュウアオバズク
琉球諸島、台湾

## 生態
平地から低山地にかけての森林や農耕地に生息し、越冬地ではマングローブ林などでも見られる。群れは形成せず単独もしくはペアで生活する。夜行性で、昼間は樹上で休む。
フクロウ類の多くがネズミなどの小動物を主食とするなかで、本種は昆虫を主食とし、都市部でも神社仏閣の樹林程度の環境でも街灯を餌場として繁殖してきた。
ほかに両生類、爬虫類、小型の鳥類、小型哺乳類なども食べる。
繁殖形態は卵生。樹洞（時には庭石の間や巣箱）に巣を作り、1回に2-5個の卵を産む。抱卵はメスのみが行い、オスは見張りをしたりメスに獲物を運んだりする。抱卵期間は約25日、巣立ちまでの日数は約28日。雛は巣立ち後、徐々に営巣木から周辺の林へ移動する。

## 人間との関係
大木の樹洞に巣を作るため社寺林に飛来したり、昆虫を食べるため夜間に街灯に飛来することもあり、日本では最も人間に身近なフクロウと言っていい。近年は営巣木の伐採や越冬地での開発により個体数を減らし準絶滅危惧種に指定されるようになった。